# Zápas na Letních olympijských hrách 1972 – muži, řecko-římský do 48 kg
Zápas řecko-římský ve váhové kategorii do 48 kg na Letních olympijských hrách 1972 v Mnichově probíhal od 27. do 31. srpna. O medaile se utkalo 20 zápasníků.

## Turnajové výsledky
Byl použit systém eliminace zápornými body. Zápasník, který nasbíral 6 negativních bodů, byl vyřazen z dalších bojů. Když zůstali v turnaji poslední tři, rozhodlo o jejich konečném pořadí speciální finálové kolo. 
Legenda
- DNA — Nenastoupil
- TPP — Celkem trestných bodů
- MPP — Trestných bodů v zápase

Penalizace
- 0 — Lopatkové vítězství, vítězství pro pasivitu, zranění, nebo diskvalifikaci protivníka
- 0.5 — Vítězství pro technickou převahu
- 1 — Vítězství na body
- 2 — Remíza
- 2.5 — Remíza, pasivita
- 3 — Prohra na body
- 3.5 — Prohra pro technickou převahu soupeře
- 4 — Lopatková prohra, prohra z důvodu pasivity, zranění, nebo diskvalifikace

### Kolo 1
| TPP | MPP |                                | Čas  |                           | MPP | TPP |
| --- | --- | ------------------------------ | ---- | ------------------------- | --- | --- |
| 4   | 4   | Habib Dlimi (TUN)              | 8:19 | Mohamed El-Malky (EGY)    | 0   | 0   |
| 0   | 0   | Rahím Alíabádí (IRI)           | 6:54 | Hızır Sarı (TUR)          | 4   | 4   |
| 4   | 4   | Wayne Holmes (USA)             | 4:25 | Bernd Drechsel (GDR)      | 0   | 0   |
| 4   | 4   | Ferenc Seres (HUN)             | 7:43 | Gheorghe Berceanu (ROU)   | 0   | 0   |
| 4   | 4   | Vladimir Zubkov (URS)          | 8:50 | Stefan Angelov (BUL)      | 0   | 0   |
| 3   | 3   | Ochirdolgoryn Enchtaivan (MGL) |      | Lennarth Svensson (SWE)   | 1   | 1   |
| 1   | 1   | Lorenzo Calafiore (ITA)        |      | Bernard Szczepański (POL) | 3   | 3   |
| 4   | 4   | Mohieddin El-Sas (SYR)         | 6:43 | Alfredo Olvera (MEX)      | 0   | 0   |
| 3   | 3   | Sotirios Ventas (GRE)          |      | Raimo Hirvonen (FIN)      | 1   | 1   |
| 0.5 | 0.5 | Kazuharu Išida (JPN)           |      | Günther Maas (FRG)        | 3.5 | 3.5 |

### Kolo 2
| TPP | MPP |                                | Čas  |                         | MPP | TPP |
| --- | --- | ------------------------------ | ---- | ----------------------- | --- | --- |
| 8   | 4   | Habib Dlimi (TUN)              | 6:58 | Rahím Alíabádí (IRI)    | 0   | 0   |
| 5   | 1   | Hızır Sarı (TUR)               |      | Wayne Holmes (USA)      | 3   | 7   |
| 4   | 4   | Bernd Drechsel (GDR)           | 1:08 | Ferenc Seres (HUN)      | 0   | 4   |
| 0   | 0   | Gheorghe Berceanu (ROU)        | 8:09 | Vladimir Zubkov (URS)   | 4   | 8   |
| 0.5 | 0.5 | Stefan Angelov (BUL)           |      | Lennarth Svensson (SWE) | 3.5 | 4.5 |
| 1   | 0   | Lorenzo Calafiore (ITA)        | 3:56 | Alfredo Olvera (MEX)    | 4   | 4   |
| 7   | 4   | Bernard Szczepański (POL)      | 1:32 | Sotirios Ventas (GRE)   | 0   | 3   |
| 2   | 1   | Raimo Hirvonen (FIN)           |      | Kazuharu Išida (JPN)    | 3   | 3.5 |
| 3.5 |     | Günther Maas (FRG)             |      | Bye                     |     |     |
| 0   |     | Mohamed El-Malky (EGY)         |      | DNA                     |     |     |
| 3   |     | Ochirdolgoryn Enchtaivan (MGL) |      | DNA                     |     |     |
| 4   |     | Mohieddin El-Sas (SYR)         |      | DNA                     |     |     |

### Kolo 3
| TPP | MPP |                         | Čas  |                         | MPP | TPP |
| --- | --- | ----------------------- | ---- | ----------------------- | --- | --- |
| 6.5 | 3   | Günther Maas (FRG)      |      | Rahím Alíabádí (IRI)    | 1   | 1   |
| 9   | 4   | Hızır Sarı (TUR)        | 5:55 | Bernd Drechsel (GDR)    | 0   | 4   |
| 7   | 3   | Ferenc Seres (HUN)      |      | Stefan Angelov (BUL)    | 1   | 1.5 |
| 0   | 0   | Gheorghe Berceanu (ROU) | 7:53 | Lennarth Svensson (SWE) | 4   | 8.5 |
| 1   | 0   | Lorenzo Calafiore (ITA) | 7:59 | Sotirios Ventas (GRE)   | 4   | 7   |
| 7.5 | 3.5 | Alfredo Olvera (MEX)    |      | Raimo Hirvonen (FIN)    | 0.5 | 2.5 |
| 3.5 |     | Kazuharu Išida (JPN)    |      | Bye                     |     |     |

### Kolo 4
| TPP | MPP |                      | Čas |                         | MPP | TPP |
| --- | --- | -------------------- | --- | ----------------------- | --- | --- |
| 4   | 0.5 | Kazuharu Išida (JPN) |     | Rahím Alíabádí (IRI)    | 3.5 | 4.5 |
| 7   | 3   | Bernd Drechsel (GDR) |     | Gheorghe Berceanu (ROU) | 1   | 1   |
| 2.5 | 1   | Stefan Angelov (BUL) |     | Lorenzo Calafiore (ITA) | 3   | 4   |
| 2.5 |     | Raimo Hirvonen (FIN) |     | Bye                     |     |     |

### Kolo 5
| TPP | MPP |                         | Čas  |                         | MPP | TPP |
| --- | --- | ----------------------- | ---- | ----------------------- | --- | --- |
| 6   | 3.5 | Raimo Hirvonen (FIN)    |      | Rahím Alíabádí (IRI)    | 0.5 | 5   |
| 7   | 3   | Kazuharu Išida (JPN)    |      | Stefan Angelov (BUL)    | 1   | 3.5 |
| 1   | 0   | Gheorghe Berceanu (ROU) | 0:00 | Lorenzo Calafiore (ITA) | 4   | 8   |

### Finále
Výsledky z předchozích kol se započítávají do finále (žlutě zvýrazněno).
| TPP | MPP |                         | Čas  |                         | MPP | TPP |
| --- | --- | ----------------------- | ---- | ----------------------- | --- | --- |
|     | 3   | Rahím Alíabádí (IRI)    |      | Gheorghe Berceanu (ROU) | 1   |     |
|     | 4   | Stefan Angelov (BUL)    | 2:00 | Rahím Alíabádí (IRI)    | 0   | 3   |
| 1   | 0   | Gheorghe Berceanu (ROU) | 0:00 | Stefan Angelov (BUL)    | 4   | 8   |

## Finálové pořadí
1. Gheorghe Berceanu (ROU)
2. Rahím Alíabádí (IRI)
3. Stefan Angelov (BUL)
4. Raimo Hirvonen (FIN)
5. Kazuharu Išida (JPN)
6. Lorenzo Calafiore (ITA)